# Hans-Dieter Schmid

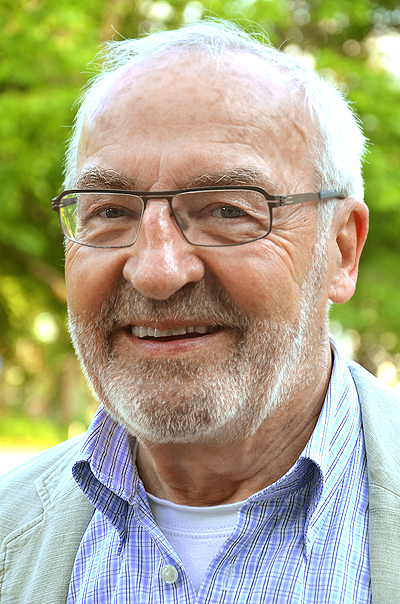
Hans-Dieter Schmid, hier im Mai 2016 nach dem Besuch der Gottfried Wilhelm Leibniz Bibliothek – Niedersächsische Landesbibliothek

Hans-Dieter Schmid (* 12. Juni 1941 in Bödigheim) ist ein deutscher Historiker.

## Leben
Hans-Dieter Schmid studierte Geschichte, Anglistik und Politikwissenschaft in Tübingen und Bangor/Wales und promovierte 1973 in Tübingen. Seit 1964 ist er mit Christel, geb. Engel, verheiratet, mit der er drei Kinder hat.
1975 kam er nach Hannover, wo er 1989 Geschäftsführender Leiter der fachbereichsübergreifenden Arbeitsgruppe Regional- und Lokalgeschichte der Universität Hannover war. 1994 wurde er Hochschuldozent für Neuere Geschichte und Didaktik der Geschichte am Historischen Seminar der Universität Hannover.
Er forschte zur Täuferbewegung, Geschichtsunterricht in der DDR, Zeit des Nationalsozialismus, Geschichte der Juden, Sinti und Roma sowie zur Festkultur.

## Schriften (Auswahl)
- Hans-Dieter Schmid: Täufertum und Obrigkeit in Nürnberg ( = Nürnberger Werkstücke zur Stadt- und Landesgeschichte, Bd. 10), zugleich Dissertation 1972 an der Universität Tübingen, Nürnberg: Stadtarchiv Nürnberg; Nürnberg: Korn und Berg [in Kommission], 1972, ISBN 3-87432-014-6.
- Hans-Dieter Schmid: Andere Zeiten, andere Sitten. Schule früher und heute. 3. – 4. Schuljahr ( = Sachunterricht, sozialwissenschaftlicher Bereich Heft 3), München: Kösel, 1976, ISBN 3-466-35076-X.
- Hans-Dieter Schmid: Geschichtsunterricht in der DDR. Eine Einführung ( = Anmerkungen und Argumente zur historischen und politischen Bildung, Bd. 25), 1. Auflage, Stuttgart: Klett, 1979, ISBN 3-12-927550-9
- Hans-Dieter Schmid (Hrsg.): Juden unterm Hakenkreuz. Dokumente und Berichte zur Verfolgung und Vernichtung der Juden durch die Nationalsozialisten 1933–1945, Düsseldorf: Schwann,
  - Bd. 1: Verdrängung und Verfolgung ( = Geschichtsdidaktik / Studien, Materialien, Bd. 16), 1. Auflage, 1983, ISBN 3-590-18022-6; Inhaltsverzeichnis
  - Bd. 2: Vertreibung und Vernichtung ( = Geschichtsdidaktik / Studien, Materialien, Bd. 17), 1. Auflage, 1983, ISBN 3-590-18024-2, Inhaltsverzeichnis.
- Hans-Dieter Schmid (Hrsg.), Wilhelm Sommer: Der deutsche Bauernkrieg ( = Tempora: Lesehefte Geschichte für die Sekundarstufe I), Stuttgart: Klett, 1984.
  - Bd. 1 [Schulbuch], 1. Auflage, 1. Dr., ISBN 3-12-470010-4, Inhaltsverzeichnis.
  - Bd. 2 [Lehrerheft], 1. Auflage, 1. Dr., ISBN 3-12-470013-9.
- Hans-Dieter Schmid, Gerhard Schneider: Minderheiten im Geschichtsunterricht ( = Geschichtsdidaktik, Jg. 10, Heft 1), Düsseldorf: Pädagogischer Verlag Schwann-Bagel, 1985.
- Hans-Dieter Schmid (Hrsg.): Beiträge zur Geschichte der Lehrerbildung ( = Theorie und Praxis, Bd. 6), Hannover: Fachbereich Erziehungswissenschaftliches Institut der Universität Hannover, 1985, ISBN 3-922874-23-1.
- Hans-Dieter Schmid: Gestapo Leipzig. Politische Abteilung des Polizeipräsidiums und Staatspolizeistelle Leipzig 1933–1945 ( = Leipziger Hefte, Heft 11), 1. Auflage, Beucha: Sax-Verlag, 1997, ISBN 3-930076-56-X, Inhaltsverzeichnis.
- Hans-Dieter Schmid (Hrsg.): Hannover – am Rande der Stadt ( = Hannoversche Schriften zur Regional- und Lokalgeschichte, Bd. 5), Bielefeld: Verlag für Regionalgeschichte, 1992, ISBN 3-927085-44-8.
- Hans-Dieter Schmid (Hrsg.): Zwei Städte unter dem Hakenkreuz. Widerstand und Verweigerung in Hannover und Leipzig 1933 –1945 ( = Kulturinformation, Nr. 23), Leipzig: Leipziger Universitäts-Verlag, 1994, ISBN 3-929031-22-1.
- Hans-Dieter Schmid (Hrsg.): Feste und Feiern in Hannover ( = Hannoversche Schriften zur Regional- und Lokalgeschichte, Bd. 10), Bielefeld: Verlag für Regionalgeschichte, 1995, ISBN 3-89534-143-6.
- Hans-Dieter Schmid (Hrsg.): Hildesheim im Nationalsozialismus. Aspekte zur Stadtgeschichte. Eine Ausstellung des Stadtarchivs Hildesheim in Verbindung mit dem Historischen Seminar der Universität Hannover in der Rathaushalle zu Hildesheim vom 29. Januar bis 21. Februar 2002 ( = Ausstellungen des Stadtarchivs Hildesheim. Begleithefte, Nr. 3), Hildesheim: Gerstenberg, 2002, ISBN 3-8067-8515-5.